# Tsukasa Hōjō
Tsukasa Hōjō (北条司?, Hōjō Tsukasa; Kitakyūshū, 5 marzo 1959) è un fumettista e character designer giapponese noto soprattutto per le serie manga e anime Occhi di gatto, City Hunter e Angel Heart.
È fra i mangaka che meno si è lasciato influenzare dal mercato internazionale e dai gusti delle nuove generazioni occidentali. A questo proposito, è stato tra i primi autori nipponici ad opporsi all'occidentalizzazione dei manga. Eppure, nonostante la sua stretta aderenza ai canoni giapponesi, il suo stile di disegno e di narrazione rimangono "occidentali" in senso classico, cioè caratterizzati da elevato realismo. Fanno eccezione le frequenti scene umoristiche in cui descrive situazioni surreali, facendo ricorso ad espressioni esasperate, al limite del super deformed.
Le sue opere sono orientate soprattutto ad un pubblico adulto, più che per i vaghi riferimenti sessuali o i fatti sanguinosi, per la profondità delle situazioni che spesso analizzano l'animo umano nei suoi lati più complessi e meno visibili. L'aggiunta di una buona dose di umorismo aiuta sempre ad alleggerire ed a rendere godibile la lettura.
Un'altra caratteristica peculiare di Hōjō è quella di inserire di frequente piccoli cameo di personaggi di sue opere precedenti, o far ricorrere luoghi e caratteristiche: ne sono classici esempi il bar Cat's Eye, presente sia in Occhi di gatto, sia in City Hunter e in Angel Heart, ed il locale Nekomanma, che compare sia in City Hunter che in F. Compo.
Hōjō è stato il mentore di Takehiko Inoue, il creatore di Slam Dunk e Vagabond, che ha fatto parte del suo staff durante la realizzazione di City Hunter. Inoltre è amico di lunga data di Tetsuo Hara, creatore assieme a Buronson di Ken il Guerriero. Hōjō ha lavorato sul character design di Reina, un nuovo personaggio femminile introdotto nel film di animazione Ken il guerriero - La leggenda di Hokuto uscito in Giappone nel 2006.

## Opere
- Occhi di gatto (キャッツ♥アイ?, Kyattsu Ai) (1981-1985)[7], 18 tankōbon
- City Hunter–double edge– (シティーハンター ーダブルエッジー?, Shitī Hantā – double edge–) (1984)[7], 1 tankōbon
- City Hunter  (シティーハンター?, Shitī Hantā) (1985-1991)[7], 35 tankōbon
- Il dono dell'angelo (天使の贈りもの?, Tenshi no okurimono) (1988), 1 tankōbon
- Tra i raggi del sole (こもれ陽の下で…?, Komore hi no shita de…) (1993-1994), 3 tankōbon
- Ciliegi in fiore (桜の花咲くころ?, Sakura no hanasaki kukoro) (1993), 1 tankōbon
- Rash!! (RASH!! ラッシュ!!?, Rasshu!!) (1994-1995), 2 tankōbon
- L'estate dell'adolescenza (少年たちのいた夏?, Shōnen tachinoita natsu) (1995), 1 tankōbon
- F. Compo  (ファミリーコンポ?, Famirī Konpo) (1996-2000), 14 tankōbon
- Parrot (PARROT―北条司 全彩短篇集?, Parrot―Hōjō Tsukasa zen irodori tanpenshū) (2000), 1 tankōbon
- Angel Heart  (エンジェル・ハート?, Enjeru Hāto) (2001-2010), 33 tankōbon
- Angel Heart 2nd Season  (エンジェル・ハート 2ndシーズン?, Enjeru Hāto 2nd Shīzun) (2010-2017), 16 tankōbon

### Volumi di illustrazioni e artbook
- Tsukasa Hojo Illustration Book (北条司イラスト集?, Hōjō Tsukasa Irasutoshū) (1991)
- Tsukasa Hojo 20th Anniversary Illustrations (北条司漫画家20周年記念イラストレーションズ?, Hōjō Tsukasa mangaka 20 shūnen kinen Irasutorēshonzu) (2000)
- ANGEL HEART COLOR&MONOCHROME ILLUSTRATIONS  (北条司画集 ANGEL HEART COLOR&MONOCHROME ILLUSTRATIONS?, Enjeru Hāto ANGEL HEART COLOR&MONOCHROME ILLUSTRATIONS) (2017)